# 苏拉巴蒂

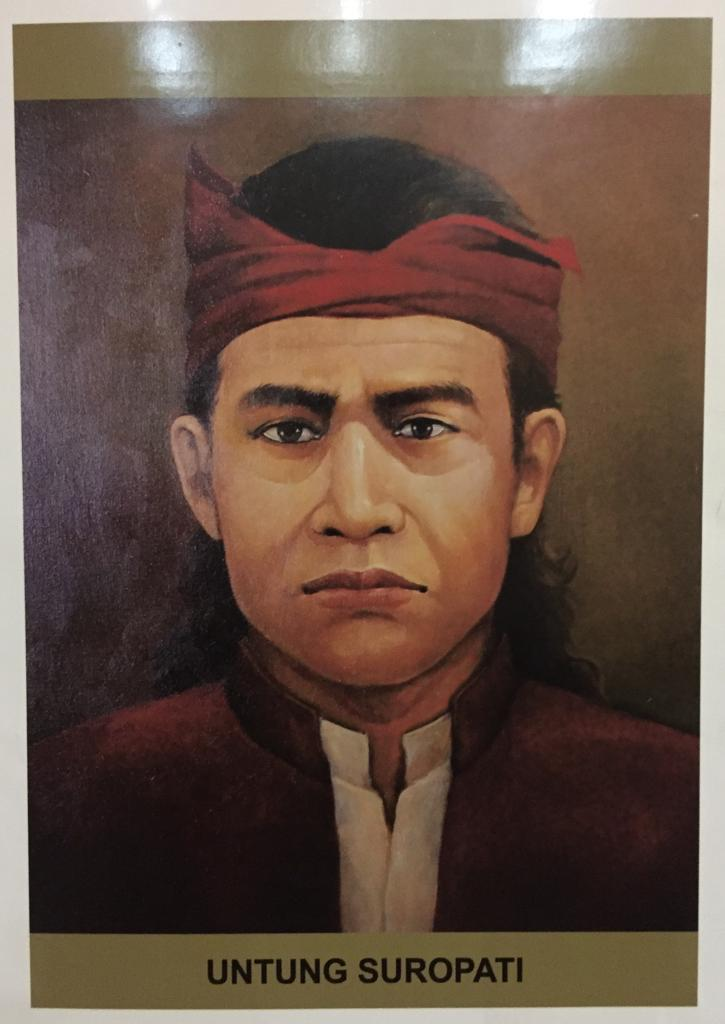
苏拉巴蒂

苏拉巴蒂（1660年—1706年12月5日）是一名印度尼西亚奴隸，後來成為荷兰东印度公司的一名軍官。1683年，由於苏拉巴蒂認為自己遭到荷兰军官的羞辱，於是率領當地人民反抗荷兰东印度公司。1706年，在与东印度公司的战役中，苏拉巴蒂受伤並去世。苏拉巴蒂發動的起事直到1719年才被鎮壓。苏拉巴蒂的子孫繼續反抗荷兰人，直至1767年才徹底失败。
苏拉巴蒂于1975年被时任印尼独裁总统苏哈托授予“印尼民族英雄”荣誉称号。